# Saint-Jacut-les-Pins
Saint-Jacut-les-Pins (en bretó Sant-Yagu-ar-Bineg, gal·ló Saent-Jigu) és un municipi francès, situat a la regió de Bretanya, al departament d'Ar Mor-Bihan. L'any 2006 tenia 1.702 habitants.

## Demografia
| 1962                                       | 1968  | 1975  | 1982  | 1990  | 1999  |
| ------------------------------------------ | ----- | ----- | ----- | ----- | ----- |
| 1.455                                      | 1.458 | 1.559 | 1.590 | 1.570 | 1.552 |
| Des de 1962: població sense dobles comptes |       |       |       |       |       |

## Administració
| Període | Identitat      | Partit |
| ------- | -------------- | ------ |
| 2001-   | Alain Hercouët |        |